# Municipio de Morgan (condado de Crawford)
El municipio de Morgan (en inglés: Morgan Township) es un municipio ubicado en el condado de Crawford en el estado estadounidense de Iowa. En el año 2010 tenía una población de 207 habitantes y una densidad poblacional de 2,24 personas por km².

## Geografía
El municipio de Morgan se encuentra ubicado en las coordenadas 42°9′59″N 95°29′29″O / 42.16639, -95.49139. Según la Oficina del Censo de los Estados Unidos, el municipio tiene una superficie total de 92.3 km², de la cual 92,25 km² corresponden a tierra firme y (0,05 %) 0,05 km² es agua.

## Demografía
Según el censo de 2010, había 207 personas residiendo en el municipio de Morgan. La densidad de población era de 2,24 hab./km². De los 207 habitantes, el municipio de Morgan estaba compuesto por el 96,14 % blancos, el 1,93 % eran de otras razas y el 1,93 % eran de una mezcla de razas. Del total de la población el 4,83 % eran hispanos o latinos de cualquier raza.